# Andreas Scheuerpflug
Andreas Scheuerpflug (Alpirsbach, 13 juli 1967) is een voormalig beachvolleyballer uit Duitsland. Hij werd vijfmaal nationaal kampioen en nam deel aan twee opeenvolgende Olympische Spelen.

## Carrière

### 1994 tot en met 2001
Scheuerpflug werd in 1994 met Bernhard Hoffman Duits kampioen en een jaar later eindigde het duo als derde. Datzelfde jaar debuteerden ze in de FIVB World Tour en tot en met 1996 speelden ze in totaal zeven wedstrijden in de wereldwijde competitie. Vervolgens deed hij gedurende twee seizoenen met André Fröhlich aan zes internationale toernooien mee. Met de Canadees Mike Chalouka werd hij bovendien tweede bij de Duitse kampioenschappen achter Jörg Ahmann en Axel Hager. Eind 1998 vormde Scheuerpflug bij het Open-toernooi van Vitória voor het eerst een team met Oliver Oetke. Het jaar daarop namen ze deel aan twaalf reguliere FIVB-toernooien met een negende plaats in Berlijn als beste resultaat. Daarnaast deed het duo mee aan de wereldkampioenschappen in Marseille; ze werden in de eerste ronde uitgeschakeld door de Amerikanen Robert Heidger en Kevin Wong. Bij de Europese kampioenschappen in Palma eindigden ze als dertiende en eigen land werden ze nationaal kampioen.
In 2000 prolongeerden Scheuerpflug en Oetke hun nationale titel tegen de broers Christoph en Markus Dieckmann. Internationaal deden ze in aanloop naar de Spelen mee aan elf toernooien met onder meer een vierde (Guarujá), een vijfde (Toronto) en drie zevende plaatsen (Stavanger, Marseille en Klagenfurt) als resultaat. Bij het olympisch beachvolleybaltoernooi verloren ze de eerste wedstrijd van de latere kampioenen Dain Blanton en Eric Fonoimoana en werden ze daarna door de Tsjechen Michal Palinek en Martin Lébl uitgeschakeld. Het jaar daarop kwamen ze bij zes reguliere toernooien in de World Tour tot een vijfde plaats in Stavanger. Bij de WK in Klagenfurt bereikten ze de zestiende finale die verloren werd van het Braziliaanse duo Ricardo Santos en José Loiola. Bij de nationale kampioenschappen werden Scheuerpflug en Oetke tweede achter Markus Dieckmann en Jonas Reckermann.

### 2002 tot en met 2005
In 2002 speelde het tweetal nog drie wedstrijden, waarna Scheuerpflug van partner wisselde naar Christoph Dieckmann met wie hij tot en met 2005 een team zou vormen. Het eerste seizoen namen ze deel aan vier mondiale toernooien en werden ze tweede bij de Duitse kampioenschappen. Het daaropvolgende seizoen speelden ze in aanloop naar de WK in Rio de Janeiro zeven internationale wedstrijden waarbij ze zesmaal in de toptien eindigden. In Marseille werd het duo vierde en in Los Angeles vijfde. In Rio bereikten Scheuerpflug en Dieckmann de achtste finale die ze verloren van de Brazilianen Fred Souza en Pedro Brazão. Daarnaast won het tweetal de nationale titel van Dieckmann en Reckermann, die het jaar daarop geprolongeerd werd tegen Julius Brink en Kjell Schneider. In de World Tour namen ze in 2004 deel aan tien toernooien met als beste resultaat een derde plaats in Klagenfurt. Bij de EK in Timmendorfer Strand kwam het tweetal niet verder dan de achtste finale waar de Zwitsers Markus Egger en Sascha Heyer te sterk waren. Scheuerpflug en Dieckmann sloten het seizoen af met de Olympische Spelen in Athene. Daar eindigden ze als vijfde nadat ze de kwartfinale van de Australiërs Julien Prosser en Mark Williams verloren hadden.
Het jaar daarop begonnen Scheuerpflug en Dieckmann in de World Tour met een overwinning in Shanghai. Daarna volgden een zevende en dertiende plaats in Zagreb en Gstaad. Bij de WK in Berlijn eindigden ze eveneens als dertiende nadat ze in de tweede ronde verloren hadden van de Amerikanen Todd Rogers en Phil Dalhausser en in de vierde herkansingsronde definitief werden uitgeschakeld door de latere Braziliaanse wereldkampioenen Márcio Araújo en Fábio Luiz Magalhães. Na afloop volgden een vijfde (Stare Jabłonki) en twee zevende plaatsen (Stavanger en Parijs). Ze sloten het FIVB-seizoen af met een overwinning in Klagenfurt. Bij de EK in Moskou verloren ze de finale om het brons van Dieckmann en Reckermann. Daarnaast eindigde het duo ook bij de nationale kampioenschappen achter Dieckmann en Reckermann, op een tweede plaats. Na het seizoen beeïndigde Scheuerpflug zijn sportieve carrière.

## Palmares
Kampioenschappen
- 1994:  NK
- 1995:  NK
- 1997:  NK
- 1999:  NK
- 2000:  NK
- 2001:  NK
- 2003:  NK
- 2003: 9e WK
- 2004:  NK
- 2004: 5e OS
- 2005:  NK

FIVB World Tour
- 2004:  Grand Slam Klagenfurt
- 2005:  Shanghai Open
- 2005:  Grand Slam Klagenfurt

## Persoonlijk
Scheueurpflug is getrouwd met voormalig beachvolleyballer Martina Stoof.